# فیلیپ خرسند
فیلیپ خرسند (فرانسوی: Philippe Khorsand‎؛ ‏ ۱۷ فوریهٔ ۱۹۴۸ – ۲۹ ژانویهٔ ۲۰۰۸) بازیگر اهل فرانسه بود.
از فیلم‌ها یا برنامه‌های تلویزیونی که وی در آن نقش داشته‌است، می‌توان به مردان، زنان: یک راهنمای کاربری، بینوایان، یک روز در موزه اشاره کرد.

## زندگی‌نامه
فیلیپ خرسند که در منطقه چهاردهم پاریس از  پدری ایرانی و مادری فرانسوی  به دنیا آمد، در سن ۱۵ سالگی در دوره سیمون ثبت نام کرد. در سال ۱۹۶۶، ژان میشل ریب را ملاقات کرد که با او گروه تئاتر پالیوم را ایجاد کرد و اولین تئاتر خود را در همان سال با نام L'Alchimiste (کیمیاگر) را اجرا کرد.
او در ۲۹ ژانویه ۲۰۰۸ به دنبال خونریزی داخلی در سن ۵۹ سالگی در بیمارستان Lariboisière پاریس، درست پس از پایان فیلمبرداری یک روز در موزه اثر ژان میشل ریب، در نوامبر ۲۰۰۸ درگذشت. همکاری نهایی او با ریب نیز به یاد او تقدیم شده‌است. تشییع جنازه او در کلیسای سن‌روش پاریس در ۴ فوریه ۲۰۰۸ و پس از آن در گورستان پرلاشز (بخش ۲۳) به خاک سپرده شد. او با تئودورا میتاکیس ازدواج کرد و از او صاحب یک پسر به نام آنتوان شد که در سال ۲۰۰۳ به دنیا آمد.